# 美国本土外小岛屿
美国本土外小岛屿（英語：United States Minor Outlying Islands），國際標準化組織的ISO 3166-1國際標準所定義的以下美国九處島嶼屬地，二位字母代碼是“UM”。它們目前沒有永久人口。它們的國際域名縮寫是.um。美國尚聲稱擁有塞拉尼拉浅滩和巴霍努埃沃浅滩，但是目前其实际管理方是哥伦比亚。

## 太平洋

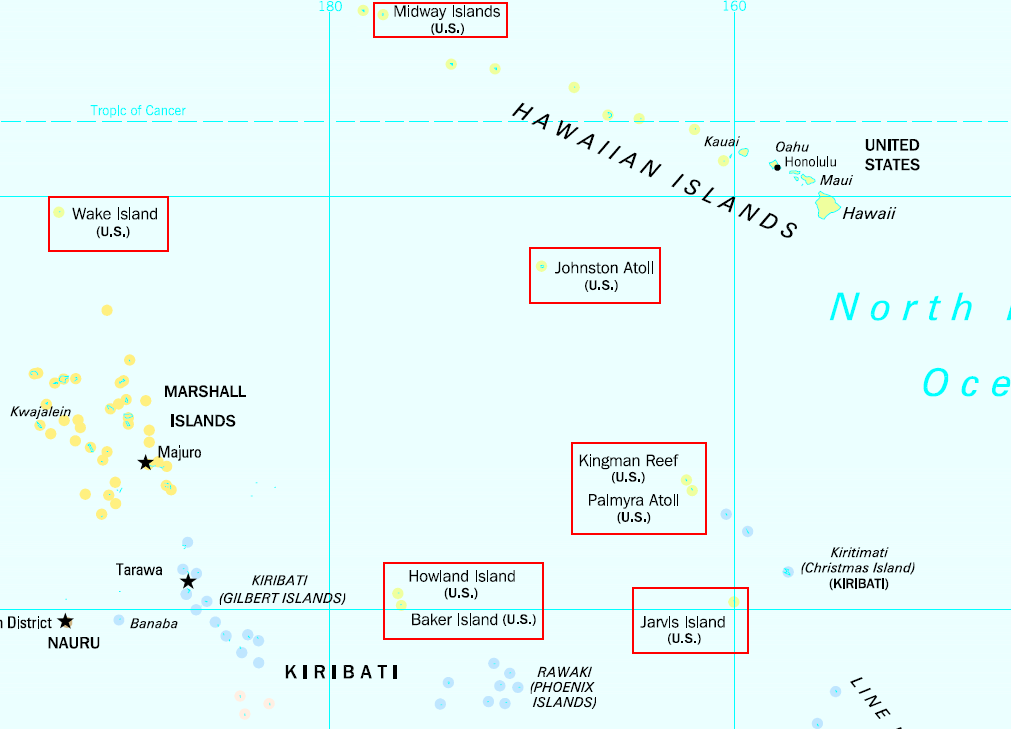
美國本土外小島嶼在太平洋的位置圖

### 密克羅尼西亞
- 威克岛（Wake Island），位於馬紹爾群島的北方

### 玻里尼西亞
- 中途岛（Midway Atoll），位於夏威夷群島的西北方
- 约翰斯顿环礁（Johnston Atoll），位於檀香山的西南方
- 豪蘭島（Howland Island），位於鳳凰群島北部
- 貝克島（Baker Island），位於鳳凰群島北部
- 金曼礁（Kingman Reef），位於萊恩群島北部
- 巴尔米拉环礁（Palmyra Atoll），位於萊恩群島北部
- 贾维斯岛（Jarvis Island），位於萊恩群島中部

## 加勒比海
- 納弗沙島（Navasa Island）